# City of Gloucester
Gloucester är ett distrikt (motsvarande kommun) i grevskapet Gloucestershire i England, Storbritannien. Distriktet har 133 522 invånare (2022). Det består av staden Gloucester, orten Quedgeley samt omgivningar. Quedgeley är distriktets enda civil parish. I övrigt är distriktet inte indelat i civil parishes.